# Молохта
Молохта — река в Ивановской области России, протекает по территории Фурмановского, Ивановского и Шуйского районов. Устье реки находится в 106 км по правому берегу реки Тезы. Длина реки составляет 49 км, площадь водосборного бассейна — 362 км².
Река начинается в болотах около посёлка Озёрный. В болотах, по которым течёт река в верхнем течении, расположены торфоразработки, русло реки зарегулировано и вокруг неё создана сеть каналов. Река течёт на юго-восток, ниже по течению от посёлка Озёрный и деревни Голчаново река пересекает Канал Волга — Уводь. В среднем и нижнем течении на берегах реки многочисленные деревни. Впадает в Тезу ниже села Введенье, около Николо-Шартомского монастыря.
В верховьях реки расположены несколько озёр, в том числе Высоковское. Правым притоком Молохты является река Шахмахта (Шахма, Коряшка, прежде Шартома) длиной 6 км.

## Данные водного реестра
По данным государственного водного реестра России относится к Окскому бассейновому округу, водохозяйственный участок реки — Клязьма от города Ковров и до устья, без реки Уводь, речной подбассейн реки — бассейны притоков Оки от Мокши до впадения в Волгу. Речной бассейн реки — Ока.
Код объекта в государственном водном реестре — 09010301112110000033358.